# Frank Hannig (Rechtsanwalt)

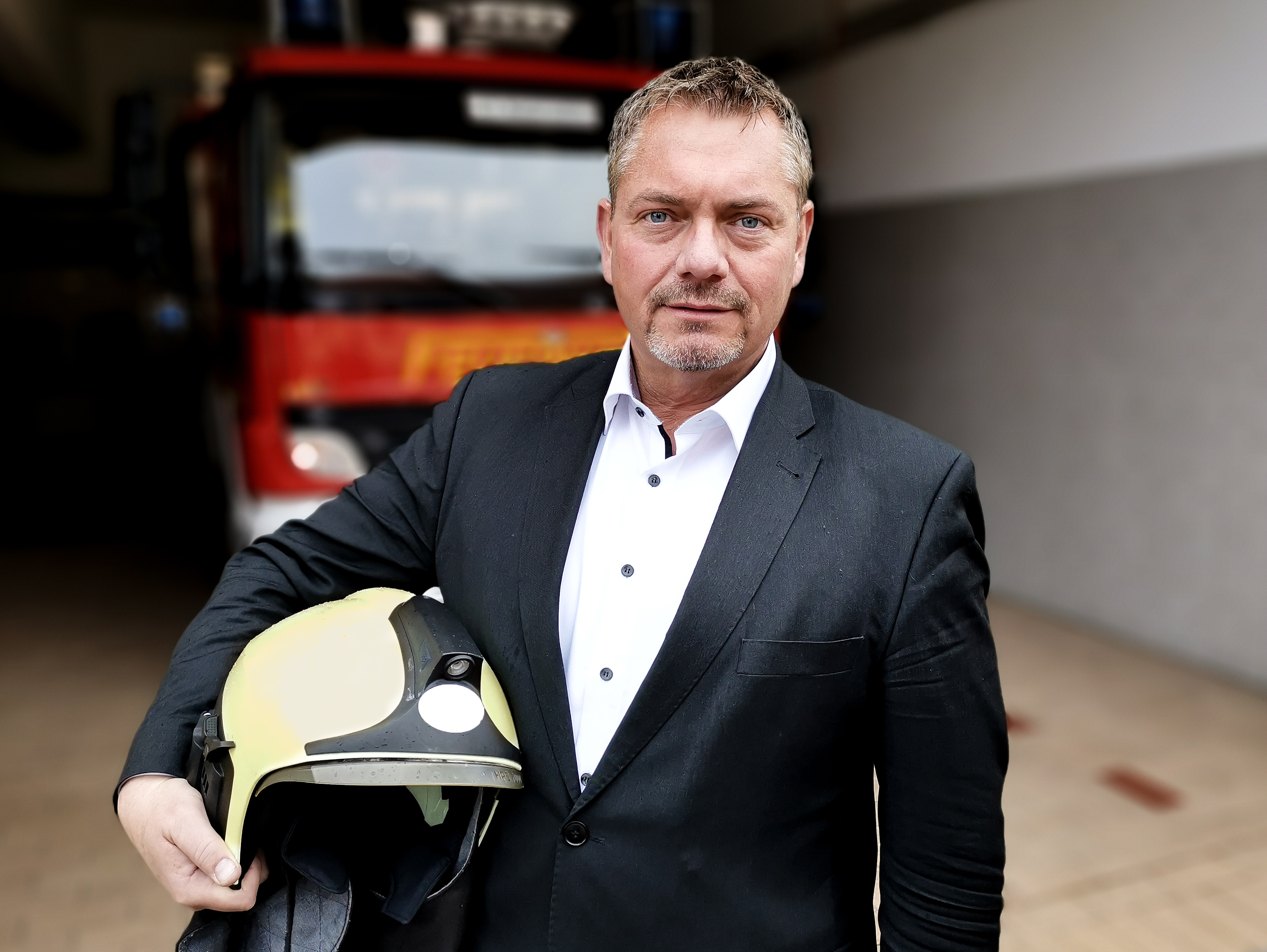
Frank Hannig (2019)

Frank Hannig (* 1970 in Halle (Saale)) ist ein deutscher YouTuber, Vlogger und ehemaliger Rechtsanwalt. Er ist parteilos und war von 2019 bis 2023 für die Freien Wähler, danach bis März 2024 fraktionsloses Mitglied im Stadtrat der Landeshauptstadt Dresden.

## Leben
Nach dem Abitur in Lutherstadt Wittenberg studierte Frank Hannig Rechtswissenschaften an der Friedrich-Alexander-Universität Erlangen-Nürnberg. Sein Erstes Juristisches Staatsexamen legte er dort ab, für das Zweite Juristische Staatsexamen wechselte er dann nach Dresden. Während der Zeit des Referendariats arbeitete er unter anderem für die Bundesanstalt für vereinigungsbedingte Sonderaufgaben (Treuhandanstalt) im Vertragsmanagement.
Im Jahr 1997 eröffnete Hannig eine Anwaltskanzlei. Nach anfänglicher Spezialisierung auf Handelsrecht insbesondere im Hinblick auf osteuropäische Rechts-Systeme und von Joint Ventures und Handelsverträgen in der Russischen Föderation, der Ukraine und der Republik Moldau konzentrierte sich Hannig ab 2010 zunehmend auf eine Tätigkeit im Strafrecht. Zuletzt war Hannig nahezu ausschließlich als Strafverteidiger tätig. Im Herbst 2022 gab Hannig seine Anwaltszulassung zurück. Er begründete dies mit dem Wunsch, nach einem Herzinfarkt kürzertreten zu wollen.
Neben seiner anwaltlichen Tätigkeit war Hannig ehrenamtlich in verschiedenen Funktionen tätig. So war er Vorstand mehrerer Sportvereine (u. a. HC Elbflorenz Dresden, 2. Handball-Bundesliga), war Anwalt und Mitbegründer verschiedener Bürgerinitiativen, unter anderem der Initiative „Mügeln gegen Müll und Lärm“, war regionales Vorstandsmitglied des Wirtschaftsrates der sächsischen Union, Vorstand in verschiedenen regionalen Vereinen und Fördervereinen. Hannig ist außerdem Feuerwehrmann, war aktives Mitglied einer Freiwilligen Feuerwehr und ist im Aufsichtsrat mehrerer kommunaler Unternehmen der Landeshauptstadt Dresden (SachsenEnergie AG und Messe Dresden GmbH).
Von 1985 bis 1990 war Hannig für das Ministerium für Staatssicherheit der DDR (MfS) tätig. Hannig war als 16-jähriger noch als Schüler als „gesellschaftlicher Mitarbeiter für Sicherheit“ verpflichtet worden und wurde als solcher bis Januar 1990 als 19-jähriger in den Unterlagen der Staatssicherheit geführt, zuletzt als Offiziersschüler des MfS. Ausweislich seiner Akte hat er unter dem Decknamen "Starter" Mitschüler und Freunde bespitzelt. Hannig hat diese Tatsache offengelegt und distanziert sich zwischenzeitlich von seiner früheren Tätigkeit.
Hannig war als Gastdozent für Sozialrecht an der Dresden International University (DIU) tätig. Er ist verheiratet und lebt seit 2024 in Pulsnitz.

## Politische, juristische und unternehmerische Tätigkeit
Hannig trat Mitte der 2000er Jahre zunächst in die CDU ein. Dort machte er sich unter anderem als Vertreter mittelständischer Wirtschaftsinteressen im Wirtschaftsrat der Union einen Namen. Aufsehen erregte Frank Hannig im Jahr 2006 mit einer Strafanzeige gegen die Bundeskanzlerin Angela Merkel wegen des Ankaufs von Datenträgern von Schweizer Banken („Steuer-CDs“), die der Aufdeckung von Steuer-Straftaten in Deutschland dienen sollten. Hannig hielt Äußerungen der Kanzlerin hierzu für eine Aufforderung zu einer Straftat und verlangte Aufklärung. Daraufhin folgten innerparteiliche Auseinandersetzungen. Schließlich trat Hannig im Jahr 2008 aus der CDU aus. Hannig ist seither parteilos, steht jedoch den Freien Wählern in Sachsen nahe. Für die Freien Wähler war er seit 2019 wirtschaftspolitischer und sicherheitspolitischer Sprecher der Fraktion im Dresdner Rathaus. Im März 2024 ist Hannig aus dem Stadtrat ausgeschieden, weil er nach Pulsnitz verzogen ist.
Hannig war als Rechtsanwalt maßgeblich an der Gründung des Pegida-Fördervereins beteiligt und leitete deren Gründungsversammlung. Nach Recherchen von correctiv.org verwaltete er zeitweise auch Treuhandkonten für Pegida. Er bestreitet eine aktive Nähe zu Pegida und beruft sich darauf, dass er lediglich als Rechtsanwalt und rechtlicher Beistand den Förderverein betreut hätte. Allerdings trat Hannig anlässlich einer Veranstaltung im Rahmen der Pegida-Demonstrationen als Redner auf.
Zwischen 2015 und 2016 hatte Frank Hannig gemeinsam mit dem MDR-Journalisten Peter Escher ein Legaltech-Unternehmen, die „EscherHilft GmbH“. Diese meldete nach einem Zerwürfnis der beiden Partner 2016 Insolvenz an.
Als Strafverteidiger war Hannig neben einer Vielzahl von Pflicht-Verteidigungen auch im Bereich der Ausländer- und Asyl-Kriminalität insbesondere öffentlich aufgefallen, durch die Verteidigung der „Arnsdorfer Bürgerwehr“ deren Mitgliedern vorgeworfen wurde, einen irakischen Flüchtling widerrechtlich an einen Baum gefesselt zu haben. Hannig wurde auch mit der öffentlichkeitswirksam geführten und medial offensiv begleiteten Verteidigung des „Whistleblowers von Chemnitz“, des Justizbeamten Daniel Zabel, bekannt, der den Haftbefehl gegen einen der mutmaßlichen Mörder von Daniel H. in Chemnitz rechtswidrig vervielfältigt und veröffentlicht hatte. Hannig war an dem Staatschutzverfahren um die „Revolution Chemnitz“ sowie an vielfältigen Prozessen um „Gewalttäter Sport“ im Fußball beteiligt. Er vertrat im Rahmen eines Strafprozesses auch einen der Geschäftsführer von Lovoo.
Hannig über ein Jahr lang ebenfalls Pflichtverteidiger des wegen des Mordes an dem Kasseler Regierungspräsidenten Walter Lübcke beschuldigten und angeklagten Stephan Ernst. In dieser Funktion fiel Hannig in Medien- und Justizkreisen durch aktive Litigation-PR auf. In diesem Zusammenhang verweigerte er jegliche Interviews und richtete stattdessen einen eigenen YouTube-Kanal Hannig. the view ein, auf dem er aktuell über den Prozessverlauf (Mordfall Walter Lübcke) berichtete.
In einem rechtlich umstrittenen Verfahren wurde Hannig im Juli 2020 nach der Aufforderung durch den Vorsitzenden Richter am Staatsschutz-Senat des OLG Frankfurt gegenüber dem angeklagten Stephan Ernst, „Hören Sie nicht auf ihre Verteidigung, hören Sie auf mich!“, als Pflichtverteidiger abgelöst. Diese Ablösung führte unter anderem zu scharfer Kritik des ehemaligen Richters am Bundesgerichtshof Thomas Fischer in einem Kommentar des Magazins Der Spiegel mit dem Titel Angriff auf die beste Verteidigung.
Hannig bezeichnet sich selbst als Blogger und Vorreiter der Litigation-PR in Deutschland. Er betreibt neben einem eigenen Blog einen aktiven Facebook-Kanal, auf dem einzelne Beiträge bis zu 3 Millionen User erreichen, den Podcast „Recht. Simpel“.